# タルトゥ県
タルトゥ県（エストニア語：Tartu maakond）は、エストニアを構成する15の県の一つである。エストニア東部に位置し、東はペイプシ湖を通してロシアと接する。